# Nästholmen (klippor)
Nästholmen är öar i Finland. De ligger i Finska viken och i kommunen Pyttis i landskapet Kymmenedalen, i den södra delen av landet. Öarna ligger omkring 20 kilometer väster om Kotka och omkring 94 kilometer öster om Helsingfors.
Arean för den av öarna koordinaterna pekar på är 0,6 hektar och dess största längd är 130 meter i sydöst-nordvästlig riktning. Närmaste större samhälle är Kotka, 19,1 km öster om Nästholmen.